# Hrysopiyí Devetzí
Hrysopiyí Devetzí (grekiska: Χρυσοπηγή Δεβετζή), född den 2 januari 1976 i Alexandroupolis i Grekland, är en grekisk friidrottare som tävlar i längdhopp och tresteg. Hennes främsta meriter har alla kommit i tresteg. 
Devetzí första stora mästerskapsfinal var EM 2002 där hon slutade sjua efter att ha klarat 14,15. Hon var även i final vid VM 2003 men slutade först på en åttonde plats efter ett hopp på 14,34. Det stora genombrottet kom när hon blev bronsmedaljör vid VM inomhus 2004. 
Vid Olympiska sommarspelen 2004 slutade hon på andra plats efter Francoise Mbango Etone. Hennes längsta hopp i finalen mätte 15,25, fem centimeter kortare än Etones seger hopp. Emellertid hoppade Devetzi hela 15,32 i kvaltävlingen.
VM 2005 i Helsingfors blev ett mindre lyckat mästerskap och hon slutade först på en femte plats. Vid EM året efter i Göteborg blev hon silvermedaljör efter Tatjana Lebedeva. Även vid VM 2007 blev hon medaljör denna gången bronsmedaljör efter ett längstahopp på 15,04. 
Under 2008 blev hon silvermedaljör vid inomhus VM efter kubanskan Yargelis Savigne. Hon deltog även i det Olympiska sommarspelen 2008 där hon hoppade 15,23 i finalen men fick trots detta se sig besegrad av Françoise Mbango Etone och Tatjana Lebedeva.

## Personliga rekord
- Tresteg - 15,32 meter
- Längdhopp - 6,83 meter